# Бюне (Гарцфорланд)
Бюне (нем. Bühne) — община в Германии, в земле Саксония-Анхальт.
Входит в состав района Хальберштадт. Подчиняется управлению Остервик-Фальштайн. Население составляет 558 человек (на 31 декабря 2006 года). Занимает площадь 11,11 км².
Община подразделяется на 3 сельских округа.